# 曼达尔
曼达尔挪威語： 聆听ⓘ）是挪威原西阿格德尔郡的一个市镇。
2020年1月1日，曼达尔和馬納爾達爾市镇一起并入里訥斯訥斯市镇，并隶属于新成立的阿格德尔郡。